# Скелівка (зупинний пункт)
Ске́лівка — пасажирський залізничний зупинний пункт Львівської дирекції Львівської залізниці.
Розташований у селі Скелівка Старосамбірський район, Львівської області на лінії Самбір — Стар'ява між станціями Самбір (20 км) та Хирів (10 км).
Станом на травень 2019 року щодня дві пари дизель-потягів прямують за напрямком Самбір — Стар'ява.